# تشوك بلومبو

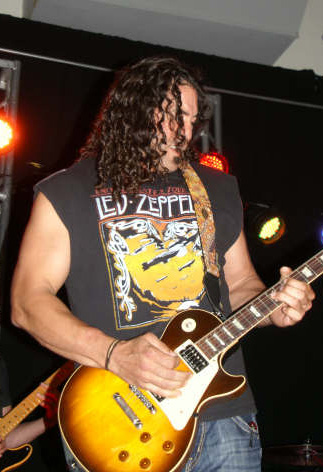
تشوك بلومبو

كارليس «تشوك» بلومبو (بالإنجليزية: Charles "Chuck" Palumbo) (ولد في 15 يونيو 1971) هو مصارع أمريكي محترف، يعمل حالياً في اتحاد (تطور المصارعة الجديدة) (NWE).
حصل على شهرته في اتحادي (بطولة العالم للمصارعة) و WWE/F.
خلال مسيرتة المهنية فاز 6 مرات بحزام بطل للعلام للفرق الزوجية (4 مرات في WCW و مرتين في WWE).

## روابط خارجية
- تشوك بلومبو على موقع IMDb (الإنجليزية)
- تشوك بلومبو على موقع قاعدة بيانات الفيلم (الإنجليزية)
- تشوك بلومبو على موقع WrestlingData.com (الإنجليزية)
- تشوك بلومبو على موقع CageMatch worker (الإنجليزية)
- تشوك بلومبو على موقع قاعدة بيانات المصارعة على الإنترنت (الإنجليزية)
- تشوك بلومبو على موقع عالم المصارعة على الإنترنت (الإنجليزية)